# ヤマノカミ
ヤマノカミ（山ノ神、学名 Trachidermus fasciatus ）は、スズキ目カジカ科に属する魚の一種。アユカケと同じく「降河回遊」の生活史をもつ中型カジカ類の一種である。東アジアに分布するが、日本での分布は九州の有明海奥部とその流入河川に限られる。ヤマノカミ1種でヤマノカミ属を構成する。河口付近に作られた堰により稚魚の遡上が阻害され、生息数が減少している。
標準和名「ヤマノカミ」は福岡県筑後地方での呼び名に因み、他の地方名としてヤマンカミ（福岡）カワンカミ、タチャ（福岡・佐賀）カンカンジョ（佐賀）などがある。「山の神」「川の神」「神勧請」など、独特の外見や生活史から山の神信仰などとの関連付けが窺える。

## 特徴

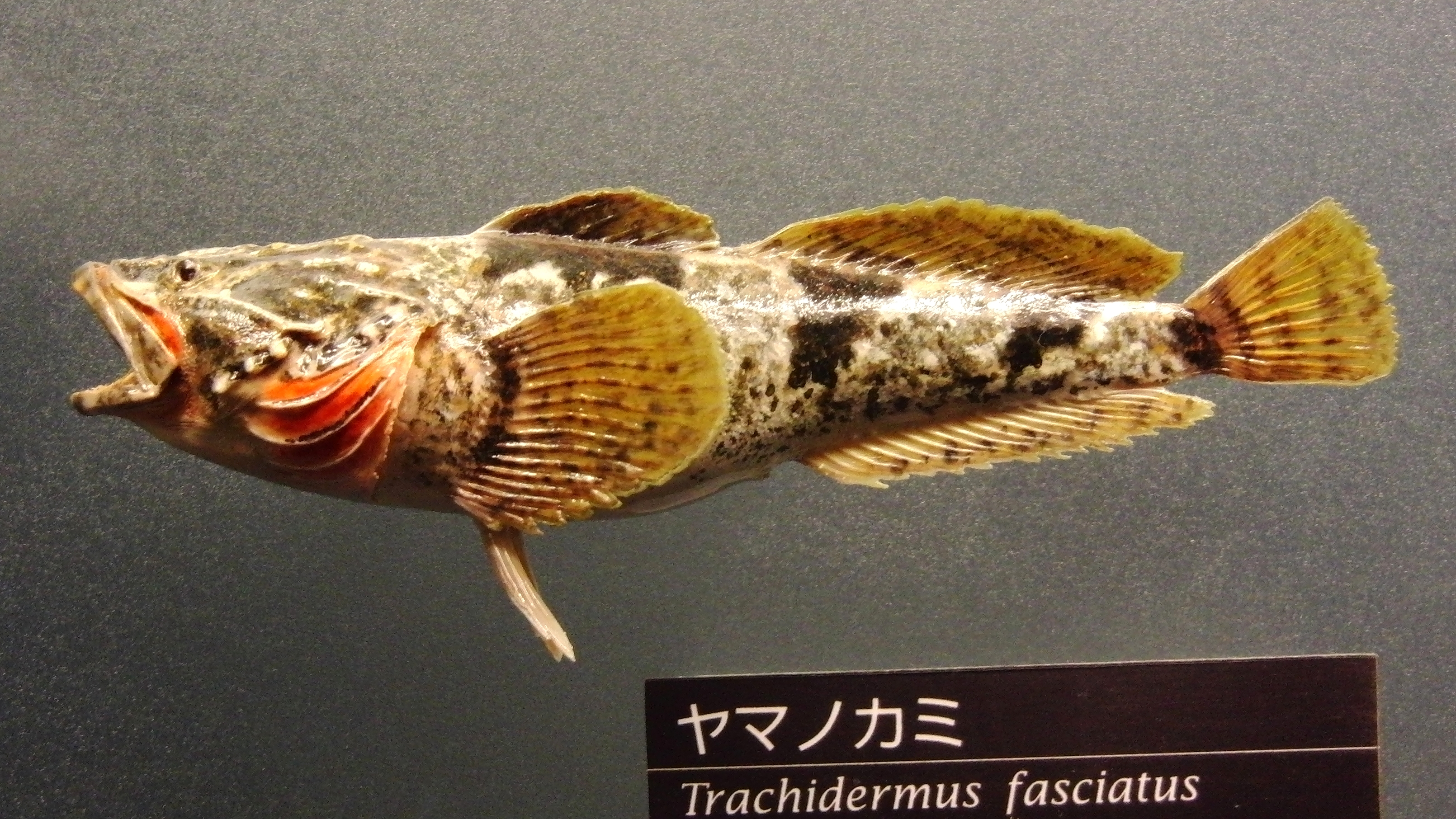
ヤマノカミの剥製。国立科学博物館の展示。

成魚は全長15cmほど。体の前半部は縦扁するが、後半部は円筒形で尾に向かって細くなる。体に比して頭部が大きく、頬から鰓蓋にかけてが最も横幅がある。頭は角張ってゴツゴツしており、正面から見ると横長の六角形に近い。口は大きく、上顎のほうが下顎よりも前へ出る。両目は頭部の上に少し突き出ていて、両目の間は幅広く、窪む。前鰓蓋骨に鈍い4棘が並ぶ。各鰭も体に比して大きい。皮膚に鱗はないが顆粒が密布しており、細かい鱗に覆われているような印象になる。体色は褐色や灰色で、斑点や鞍状斑がある。また、産卵期の成魚はオスメスとも鰓蓋下部と尻鰭基部が赤くなる。
主な分布域は黄海・渤海・東シナ海に面した中国東岸-朝鮮半島南部だが、九州の有明海にも分布する。有明海では長崎県・佐賀県・福岡県に跨る奥部沿岸に分布しており、湾口部の島原半島や熊本県域では稀である。
底生魚で、基本的には単独生活をする。春～初夏にかけて遡上を開始し、秋に産卵のため川を下るまでは河川下流域～中流域で生活する。本来の生息域は河川中流域であり、佐賀県嘉瀬川ではかつては上流域まで遡上が見られたようである。しかし、遡上力はアユやウナギに比べると極端に低く、堰堤や少しの落差によって遡上が妨げられるため、実際には多くの河川において河口から一番近い堰（多くの場合潮止堰）の下に滞留することとなり、本来の生息域に到達できない状況となっている。夜に活動し、魚類・水生昆虫・甲殻類などを捕食する。

### 生活史
ヤマノカミは主に淡水で生活しているが、海に下って産卵し、海である程度成長して川に遡る生活史をもつ。これはウナギ類や同じカジカ科のアユカケ Rheopresbe kazika と同様の生活様式で、「降河回遊」（こうかかいゆう）と呼ばれる。
11-12月に水温が7-8℃になると、成長したヤマノカミは川を下って海に入る。1-3月に河口付近のカキやタイラギなど大型二枚貝の死殻内に卵塊を産む。他に竹筒や空き缶などを産卵基質として利用した例も報告されている。
卵は直径2.0-2.2mm、橙色の粘着沈性卵である。産卵後はオスがメスを追い払い、孵化するまではオスが卵塊のそばに留まって保護する。潮間帯の浅い所で産卵するものもいて、これらは干潮時には海水のない干潟に干出することになる。しかし本種は親魚・受精卵とも数時間の干出や塩分濃度の変化に耐えることができるので、この状況下でもオスは貝殻内に籠り卵塊を守り続ける。
孵化した仔魚は河口付近でしばらく浮遊生活をし、プランクトンなど小動物を捕食しながら成長する。3-5月に全長3cmくらいまで成長した稚魚は川を遡る。稚魚はその後急速に成長し、その年の11-12月には全長15cmに達し成熟する。寿命は1年で、産卵後にはオスメスとも死んでしまうが、飼育下では2年生きた例、さらに2年連続で繁殖した例もある。

## 人間との関係
日本では特に利用しないが、中国では食用とされる。小説『三国志演義』に登場する「松江鱸魚」（スンジャンルユイ）は本種のことで、高級食材の1つにも挙げられている。
古くから「松江鱸魚」，「四鰓鱸」として詩文などにもうたわれて有名である。

### 保全状況
- 絶滅危惧IB類 (EN)（環境省レッドリスト）
県別レッドリスト
  - 絶滅危惧I類 - 熊本県
  - 絶滅危惧II類 - 佐賀県・長崎県
  - 準絶滅危惧 - 福岡県
- 中国国家二級重点保護野生動物

有明海では、堰建設など河川改修による遡上阻害、川や海の汚染などで生息数が減少し、さらに諫早湾干拓事業により諫早湾奥部の生息地が大きく失われた。環境省が作成した環境省レッドリストでは1991年版で「危急種」、1999年版で「絶滅危惧II類（VU）」だったが、絶滅の危険が高くなったとの判断で2007年版から「絶滅危惧IB類（EN）」となった。中国でも個体数の減少が著しく、「国家二級重点保護野生動物」に指定されている。